# Homoporus acuminatus
Homoporus acuminatus is een vliesvleugelig insect uit de familie Pteromalidae. De wetenschappelijke naam is voor het eerst geldig gepubliceerd in 2001 door Sureshan & Narendran.